# Yuzuki
Lo Yuzuki (夕月?, Yūzuki, lett. "Luna della sera"), sino al 1º agosto 1928 denominato 34-Gō kuchikukan (第34駆逐艦? lett. "cacciatorpediniere Numero 34"), è stato un cacciatorpediniere della Marina imperiale giapponese, undicesima unità appartenente alla classe Mutsuki. Fu varato nel marzo 1927 dal cantiere navale di Fujinagata.
Appartenente alla 23ª Divisione, nei primi mesi di guerra contribuì alla difesa delle molteplici operazioni anfibie nel Pacifico centrale e sud-occidentale, partecipando marginalmente anche alla battaglia del Mar dei Coralli (4-8 maggio 1942). Assegnato a una formazione di seconda linea della 4ª Flotta, non ebbe quasi nessuna parte nella campagna di Guadalcanal e dall'inizio di settembre rimase di pattuglia nelle acque delle isole Marshall: anche per gran parte del 1943 condusse regolari ricognizioni e assisté saltuariamente navi danneggiate o affondate da sommergibili statunitensi. Unito con il gemello Uzuki nella 30ª Divisione, passò a operare con l'8ª Flotta verso la fine dell'anno e al principio del 1944, dopo l'abbandono della base di Rabaul, fu assegnato a compiti di sorveglianza nelle isole Palau; in maggio fu posto agli ordini dell'effimera Flotta del Pacifico centrale e poi, incrementata la dotazione contraerea, da settembre intraprese viaggi di scorta da e per le Filippine. Giunto a Manila di scorta alla portaerei Junyo, a dicembre fu aggregato all'ultima fase della costosa operazione TA, l'invio di rinforzi e rifornimenti a Leyte via mare. Nel tardo pomeriggio del 12, sulla rotta del ritorno, fu gravemente danneggiato e affondò diverse ore dopo essere stato evacuato.

## Servizio operativo

### Costruzione
Il cacciatorpediniere Yuzuki fu ordinato nell'anno fiscale edito dal governo nipponico nel 1923, inizialmente indicato come "cacciatorpediniere Numero 34" (34-Gō kuchikukan in lingua giapponese). La sua chiglia fu impostata nel cantiere navale di Fujinagata, a Osaka, il 27 novembre 1926 e il varo avvenne il 4 marzo 1927; fu completato il 25 luglio dello stesso anno e il 1º agosto 1928 assunse il suo nome definitivo, avendo la Marina imperiale abbandonato alla data il sistema di nomenclatura del naviglio leggero con soli numeri. Assieme ai cacciatorpediniere Kikuzuki (nave ammiraglia) e Uzuki formò la 23ª Divisione che, negli anni trenta, passò sotto il controllo della 2ª Divisione portaerei dipendente a sua volta dalla 1ª Flotta.

### 1941-1942

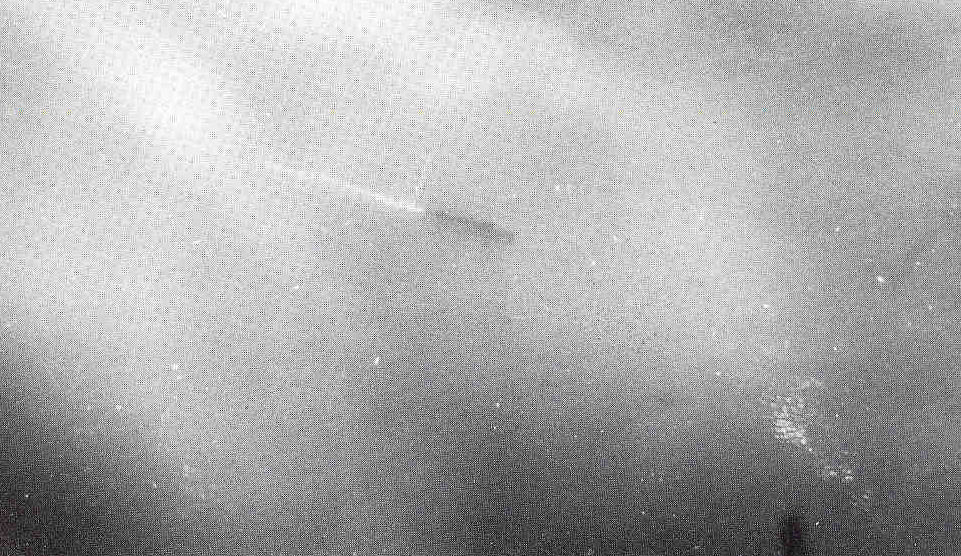
Lo Yuzuki, al largo di Tulagi, tenta di sfuggire all'attacco aereo statunitense del 3 maggio 1942

Il 23 novembre 1941 lo Yuzuki, allora al comando del capitano di corvetta Hirota Tachibana, scortò con il resto della divisione d'appartenenza un convoglio carico di truppe da Sakaide all'isola di Hahajima (Ogasawara) raggiunta il 27. Il 4 dicembre lo Yuzuki e le unità gregarie salparono e l'8 coprirono il facile sbarco sull'isola statunitense di Guam; subito dopo intrapresero un servizio di pattugliamento antisommergibile nelle acque della zona. Fermatasi poi all'inizio del 1942 a Saipan, il 10 gennaio la divisione salpò alla volta dell'importante base atollina di Truk, toccata due giorni dopo, e il 23 partecipò all'incontrastata occupazione di Kavieng, sulla punta nord-orientale della Nuova Irlanda. Lo Yuzuki fu quindi distaccato con i cacciatorpediniere gemelli a Rabaul (trasformata dai giapponesi in una munita base avanzata) attorno alla quale espletò servizio di vigilanza e scorta. Il 9 febbraio fu presente con le altre due unità all'approdo in forze a Gasmata, località sulla costa meridionale della Nuova Britannia, quindi passò a Kavieng e il 20 salpò con destinazione Truk, raggiunta il 23. Dal 2 marzo lo Yuzuki fu continuamente impegnato nella difesa ravvicinata della 6ª Divisione incrociatori del contrammiraglio Aritomo Gotō, il quale formò con le proprie navi una squadra di protezione all'occupazione delle isole Salomone settentrionali, di Lae e Salamaua in Nuova Guinea e delle indifese isole dell'Ammiragliato: questo lungo ciclo operativo si concluse il 10 aprile con il pieno successo giapponese. Quel giorno stesso lo Yuzuki e i gregari furono riassegnati alla 6ª Squadriglia della 4ª Flotta, responsabile per lo scacchiere del Pacifico centrale e sud-occidentale. All'inizio di maggio lasciò Rabaul nel quadro dell'operazione Mo e il 3 coprì assieme al Kikuzuki lo sbarco nipponico sull'isoletta di Tulagi; l'operazione fu però complicata da tre attacchi aerei portati dalla USS Yorktown che danneggiarono gravemente il Kikuzuki e affondarono alcune unità ausiliarie. Lo Yuzuki fu mitragliato ripetutamente e tra i dieci morti figurò anche il comandante Tachibana. Il 4 maggio, dopo l'affondamento del Kikuzuki, divenne nuova ammiraglia della 23ª Divisione e accolse a bordo il capitano di fregata Takemi Shimazui, quindi il 10 ebbe un nuovo comandante nella persona del capitano di corvetta Kōkichi Mori. Il giorno seguente prestò soccorso al posamine Okinoshima raggiunto da un siluro e trasse in salvo il contrammiraglio Kiyohide Shima, responsabile dell'occupazione delle isole Nauru e Ocean che fu sospesa. Lo Yuzuki rientrò a Truk nella seconda metà di maggio e fece rotta per Sasebo, raggiunta il 28: intanto la 23ª Divisione era stata sciolta e lo Yuzuki riassegnato alla 29ª Divisione (Oite, Asanagi, Yunagi) dipendente dalla 6ª Squadriglia; mantenne comunque la funzione di ammiraglia del capitano Shimazui, che assunse il comando della divisione.
Il 16 giugno la revisione fu completata e lo Yuzuki raggiunse il 25 Truk: dal 29 al 12 luglio fu impegnato nella scorta a un convoglio che recò reparti da costruzione sino a Guadalcanal dopo una tappa a Bougainville, poi fu distaccato a Rabaul per espletare servizio di pattugliamento anti-sommergibile. Nel frattempo la 6ª Squadriglia era stata disattivata, la 29ª Divisione trasferita alla 2ª Divisione di scorta di superficie e lo Yuzuki era passato agli ordini del tenente di vascello Shōichi Oyamada. Il 21 luglio partecipò all'invasione di Buna sulla costa nord-orientale della Nuova Guinea e dal 27 al 31 rimase a protezione di un convoglio che salpò da Rabaul, fece approdare altre truppe e rientrò alla base. Una seconda missione analoga fu annullata la mattina del 7 agosto a causa degli sbarchi statunitensi su Guadalcanal: già il 12, accompagnato dall'Oite, lo Yuzuki intraprese una missione di ricognizione aggressiva al largo dell'isola attaccata. Dal 17 al 21 agosto coprì un nuovo viaggio di rinforzo alle posizioni di Buna, quindi da Rabaul proseguì per Truk, che il 26 agosto lasciò inquadrato nella flotta d'occupazione per le isole Nauru e Ocean: una volta completato l'obiettivo (31 agosto), il 2 settembre fece rotta per l'atollo Jaluit e lì, a partire dal 5, rimase impegnato in regolari pattugliamenti e scorte al naviglio mercantile. Verso la fine del 1942, necessitando di manutenzione, salpò alla volta di Sasebo.

### 1943
Il 2 gennaio 1943 lo Yuzuki si ormeggiò a Sasebo e per circa un mese rimase sotto revisione; si spostò dunque a Yokosuka una volta rimesso in efficienza e il 18 salpò per le isole del Mandato ove riprese i compiti di sorveglianza. Il 6 marzo prestò soccorso con altre navi ai trasporti silurati Mito Maru e Kiriha Maru, traendo in salvo l'equipaggio di quest'ultimo. Il 1º aprile passò alle dirette dipendenze della 2ª Divisione di scorta in seguito allo scioglimento della 29ª Divisione e due giorni dopo rimosse i sopravvissuti da una petroliera gravemente colpita da un sommergibile. Per il resto del 1943 lo Yuzuki conobbe una carriera ordinaria, senza partecipare a operazioni di rifornimento o battaglie. Il 20 ottobre passò agli ordini del capitano di fregata Shōhei Matsumoto e il 15, assieme al resto della divisione, fu sottoposto alle direttive del Comando scorte generale; pochi giorni dopo rientrò in Giappone e a Yokosuka fu revisionato tra il 25 novembre e il 6 dicembre: proprio durante i lavori Matsumoto fu informato che dal 30 novembre costituiva con l'Uzuki la rediviva 30ª Divisione, dipendente dalla 3ª Squadriglia operante sul fronte del Pacifico sud-occidentale con l'8ª Flotta. Il 7 dicembre, comunque, lo Yuzuki passò ai cantieri Ishikawajima di Tokyo per un'ulteriore revisione e per un esteso riequipaggiamento, a cominciare dall'implementazione di nuove strumentazioni sonar; quindi furono sbarcati due dei cannoni da 120 mm, l'apparato lanciasiluri di poppa e le mitragliatrici Lewis, facendo spazio a due installazioni triple di cannoni contraerei Type 96 da 25 mm L/60, oltre a due mitragliatrici pesanti Type 93 da 13,2 mm su affusto individuale (sistemate dietro il secondo fumaiolo).

### 1944 e l'affondamento

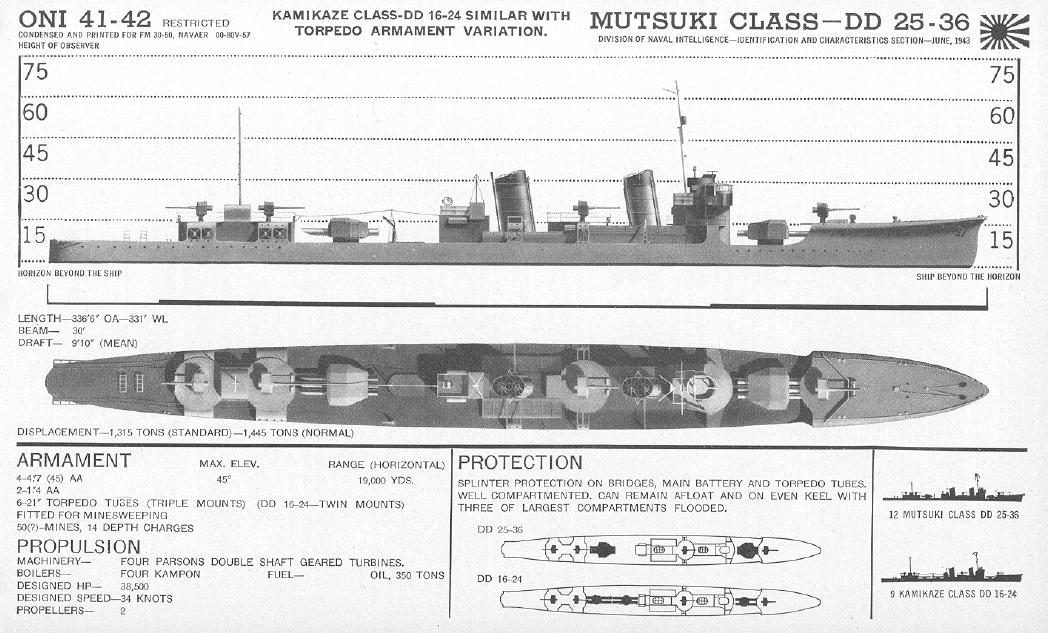
Pianta e profilo della classe Mutsuki, editi dall'Office of Naval Intelligence della marina statunitense; in basso a destra si nota anche la comparazione con la classe Kamikaze

Il 22 gennaio 1944 lo Yuzuki poté tornare in servizio attivo e, caricati settanta soldati e una congrua riserva di munizioni per mitragliatrice, salpò il 12 febbraio con il Minazuki e un cacciasommergibili, scorta a un convoglio di due mercantili che il 17 arrivò a Rabaul. Peraltro queste unità furono le ultime ad attraccare ai moli della base, da settimane sottoposta a quotidiani bombardamenti condotti ora da gruppi imbarcati, ora dai reparti della Quinta e Settima Forza aerea basati a terra. Il 18 febbraio i due cacciatorpediniere trasportarono truppe a Qavuvu; due giorni dopo lo Yuzuki divenne ammiraglia della 3ª Squadriglia, imbarcò lo stato maggiore e il comandante (contrammiraglio Kō Nakagawa) e condusse l'ultimo trasferimento di rinforzi a Qavuvu con il Minazuki: non tornarono infatti alla piazzaforte, ormai lasciata a sé stessa dagli alti comandi giapponesi, ma continuarono sino alle isole Palau, dove per un paio di mesi assunsero compiti di vigilanza anti-sommergibile e difesa del naviglio in transito. La routine dello Yuzuki fu interrotta il 27 aprile quando collaborò con il Samidare al salvataggio dei naufraghi dell'incrociatore leggero Yubari e poi il 1º maggio, quando transitò con il resto della squadriglia alle dipendenze della Flotta del Pacifico centrale, responsabile per le isole Marianne, Palau, Ogasawara e in parte Caroline. Verso la fine del mese tornò in Giappone e dal 29 maggio al 20 giugno rimase nell'arsenale di Sasebo, dove fu raddobbato e dotato sull'albero maestro di un radar Type 13. La contraerea di bordo fu del pari aumentata con due impianti doppi e sei singoli di cannoni Type 96 da 25 mm. Rimase quindi nelle acque nazionali, visto che le Marianne erano state investite dalla Quinta Flotta statunitense. Il 18 luglio, difatti, la 3ª Squadriglia passò agli ordini diretti della Flotta Combinata (la Flotta del Pacifico centrale era stata annientata) e quindi il 20 agosto fu sciolta; la 30ª Divisione fu dunque riassegnata alla 31ª Squadriglia di scorta rispondente alla Flotta Combinata. Lo stesso giorno il capitano di vascello Seiji Sawamura issò le proprie insegne sullo Yuzuki, facendone l'ammiraglia.
Da Moji dove era stato spostato, lo Yuzuki salpò il 9 con l'Uzuki e il resto della scorta del convoglio HI-75, che arrivò in salvo a Singapore. Ripartì immediatamente con la nave appoggio idrovolanti Akitsushima e le due navi si fermarono il 19 settembre a Manila. I cacciatorpediniere comunque rientrarono in Giappone e a Sasebo lo Yuzuki fu per l'ennesima volta sottoposto a manutenzione, conclusa il 16 ottobre. Due settimane più tardi la 30ª Divisione prese il mare di scorta all'incrociatore leggero Kiso e alla portaerei Junyo, conducendoli senza incidenti a Manila il 10 novembre dopo una lunga deviazione a Brunei; l'11 ripartì con la Junyo e il danneggiato incrociatore pesante Tone per il ritorno a Kure, raggiunta il 17. Tre giorni dopo lo Yuzuki passò con il resto della 31ª Squadriglia alla 5ª Flotta e salpò il 23 sempre con la Junyo e l'Uzuki alla volta di Manila, che fu toccata una settimana più tardi. Qui i due vecchi cacciatorpediniere furono aggregati alla nona e ultima sortita dell'operazione TA, l'invio scaglionato di convogli eterogenei a Leyte per alimentare la disperata resistenza della 35ª Armata. Il 10 dicembre partì dalla baia di Manila con un paio di trasporti, naviglio ausiliare e il gemello Uzuki alla volta della baia di Ormoc, che peraltro era ormai assediata dalle divisioni statunitensi; evitata senza danni un'incursione aerea, arrivò a destinazione nella notte dell'11 e coprì le operazioni anfibie, duramente contrastate da unità navali e dall'artiglieria statunitensi, che distrussero un trasporto e ne danneggiarono un secondo, il T.140. Nelle primissime ore del 12 dicembre lo Yuzuki, affiancato dal cacciatorpediniere Kiri, abbandonò Ormoc e diresse verso nord-ovest; su ordine del capitano Sawamura prestò assistenza al T.140 e attese il Kiri, dirottato a Palompon per sbarcarvi i residui soldati a bordo e riunirsi all'Uzuki. Dopo l'affondamento di quest'ultimo, lo Yuzuki, il Kiri e il trasporto misero la prua su Manila e la navigazione fu tranquilla sino al tardo pomeriggio, quando 65 chilometri a nord-nord-est di Cebu (11°20′N 124°10′E) furono attaccati da una cinquantina di velivoli americani. Lo Yuzuki soffrì talmente i continui mitragliamenti che divenne ingovernabile e iniziò ad allagarsi; Sawamura fece fermare le macchine e ordinò di abbandonare la nave: egli e 213 altri membri dell'equipaggio furono recuperati dal Kiri. Lo Yuzuki andò a fondo a sera inoltrata con venti morti a bordo.
Il 10 gennaio 1945 lo Yuzuki, ultimo rappresentante della classe Mutsuki a essere perduto, fu depennato dai registri navali.